# 黄河路街道 (濮阳市)
黄河路街道，是中华人民共和国河南省濮阳市华龙区下辖的一个乡镇级行政单位。

## 行政区划
黄河路街道下辖以下地区：
黄河南社区、黄河北社区、金北社区、卫河社区、前合社区、边拐社区、谢庄社区、马拐社区和颐和社区。